# Tierra del Trigo
Tierra del Trigo es un núcleo de población del municipio de Los Silos, en el norte de la isla de Tenerife (Canarias, España), situado a 2.5 km del casco urbano de Los Silos. Alcanza una altitud de 500 m s. n. m.

## Economía
Los activos de esta zona alta se dedican esencialmente a la agricultura. La tierra del Trigo fue como su nombre indica, lugar de siembra de trigo.
La principal actividad económica sigue siendo la agrícola, si bien hoy el trigo no constituye el cultivo principal, su lugar lo ocupa en la actualidad del cultivo de la viña. En efecto, son  más de 20 ha. ubicadas en Tierra del Trigo, donde las papas y los cereales completan la trilogía del policultivo de tierras de secano.
Las únicas zonas de terrenos de medianías que podemos encontrar en Los Silos está situadas en los barrancos en donde se asientan los caseríos de Tierra del Trigo, entre otros.

## Demografía
| 2000 | 2001 | 2002 | 2003 | 2004 | 2005 | 2006 | 2007 | 2008 | 2009 | 2010 | 2011 | 2012 | 2013 | 2014 |
| ---- | ---- | ---- | ---- | ---- | ---- | ---- | ---- | ---- | ---- | ---- | ---- | ---- | ---- | ---- |
| 356  | 371  | 367  | 380  | 368  | 364  | 358  | 345  | 357  | 349  | 334  | 342  | 338  | 337  | 326  |

## Comunicaciones

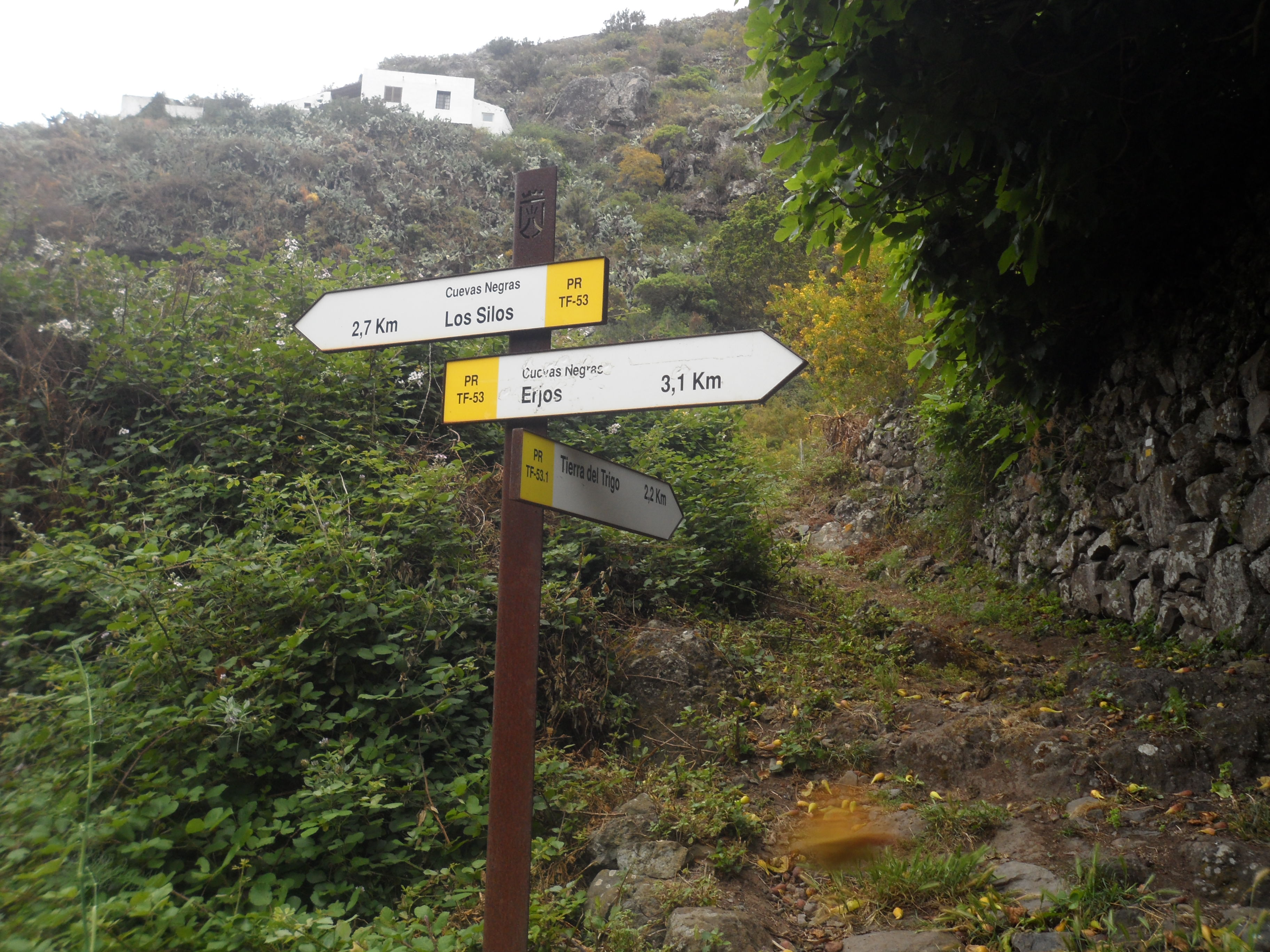
Poste informativo del sendero PR TF-53.1

Se puede llegar a Tierra del Trigo por la Carretera de Los Silos TF-42 con un desvió luego a la altura del de la zona recreativa hacia el Camino Real de Las Arenas. Es una carretera con muchas curvas y algo peligrosas por lo que siempre se recomienda moderación, ya que es la misma que utilizan los senderistas para llegar a la carretera principal para conseguir transporte. A su vez también se puede acceder por medio de medio de la carretera TF-423 que viene desde El Tanque. Como se puede comprobar es una localidad que carece de transporte público, por lo que se accede a ella con coche por las carreteras mencionadas o por medio de los senderos. 

### Caminos
En Tierra del Trigo convergen varios caminos aptos para la práctica del excursionismo, entre los que se encuentra uno de los homologados de la Red de Senderos de Tenerife:
- Sendero PR TF-53.1 Cuevas Negras-Tierras del Trigo[2]

## Fiestas
Tierra del Trigo celebra sus fiestas patronales en honor a la Virgen de Nuestra Señora de Lourdes el 11 de febrero y también celebran fiestas en honor a la Santísima Virgen de Lourdes en el primer fin de semana de agosto.

## Galería

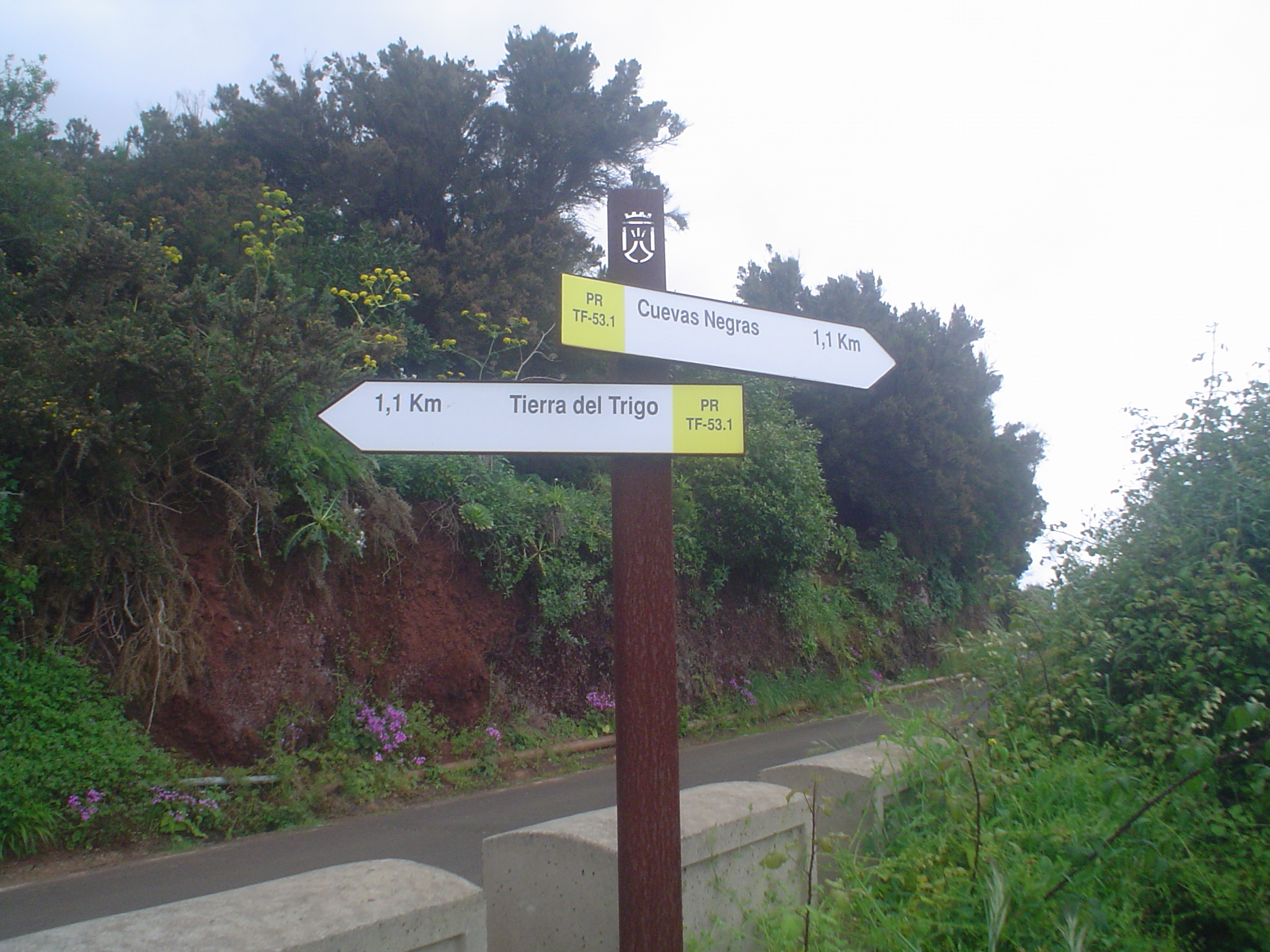
Poste del sendero PR TF-53.1 Cuevas Negras-Tierra
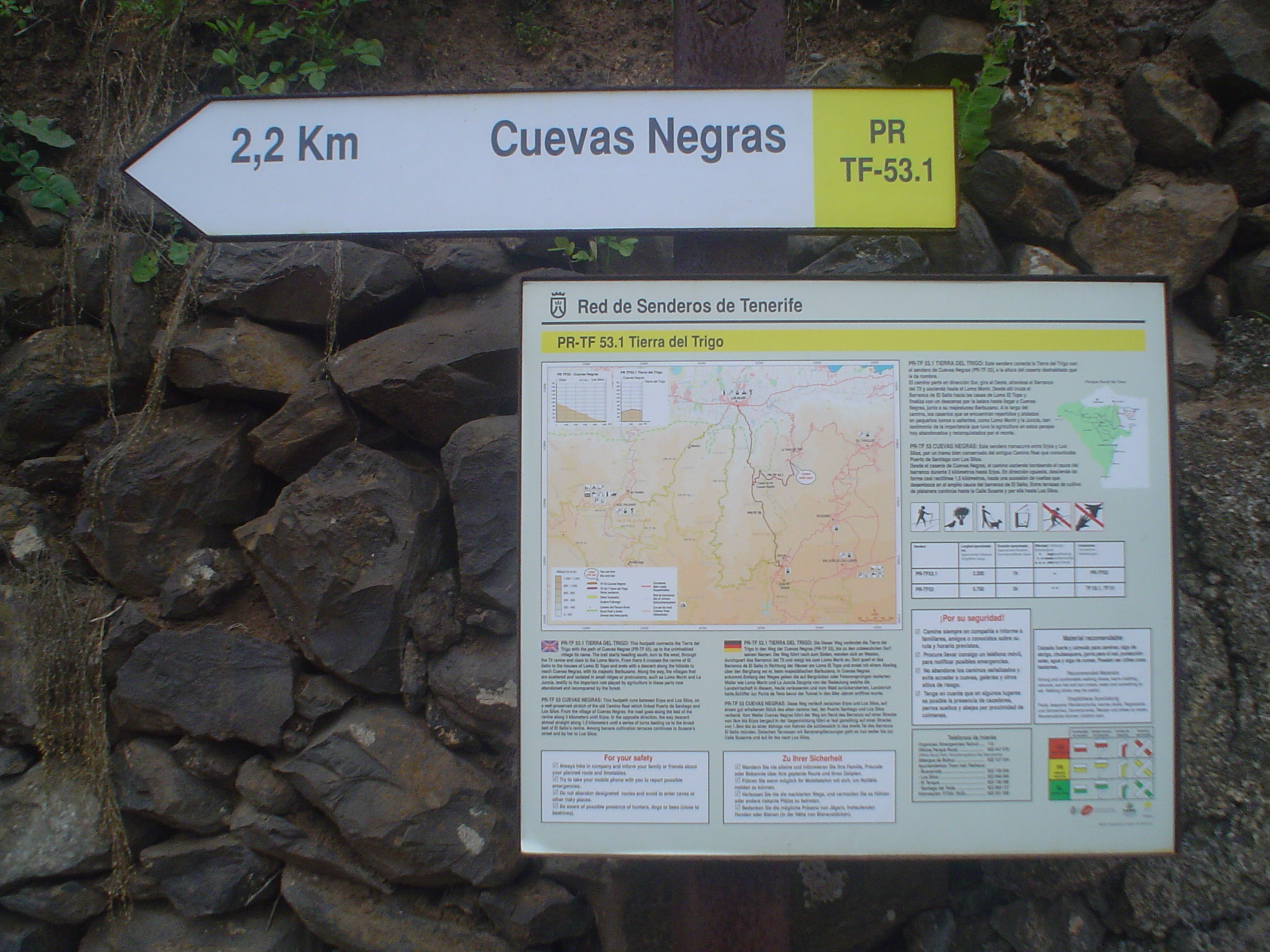
Letrero de la Red del Sendero PR TF-53.1
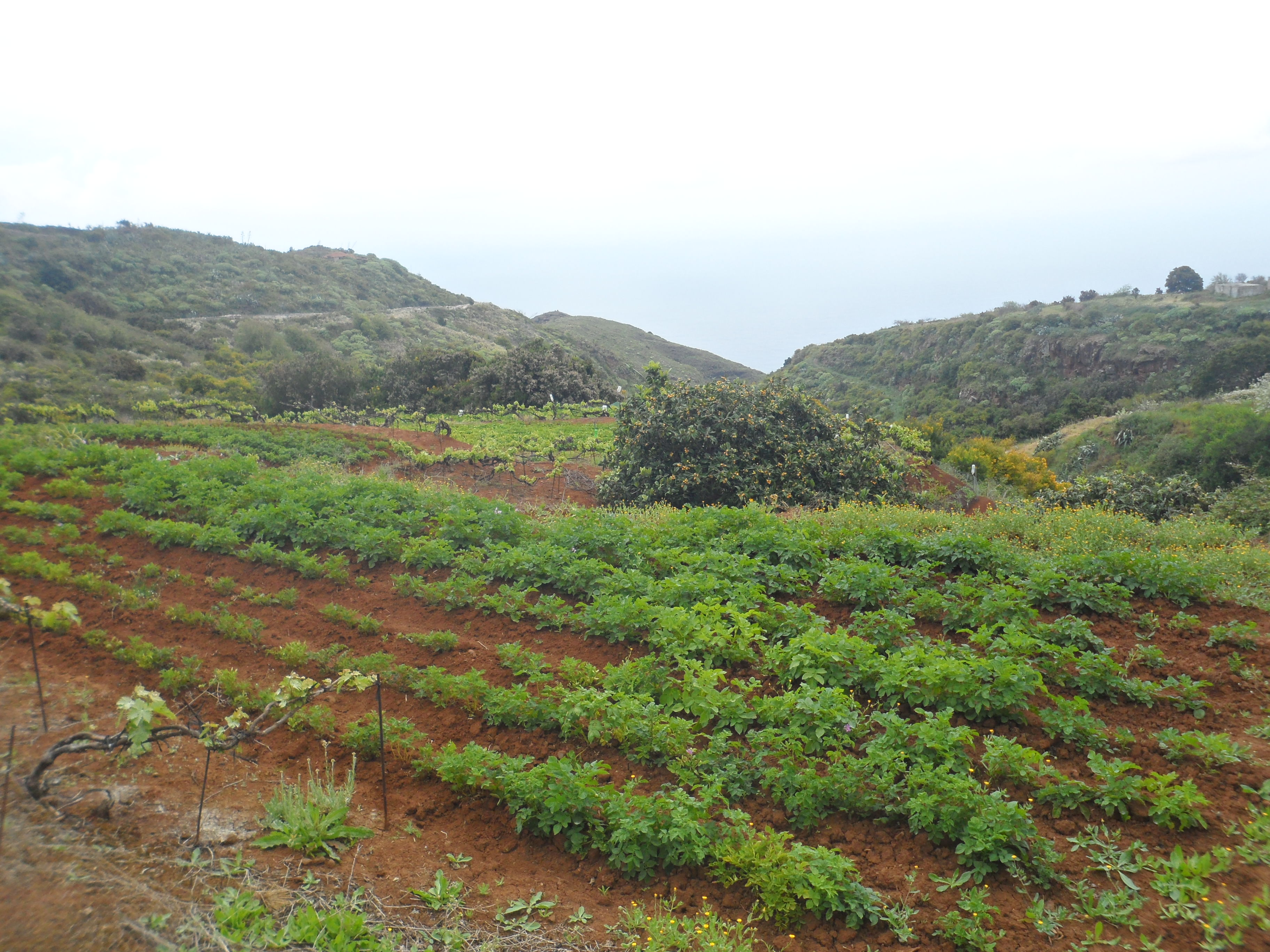
Huertas de papas.
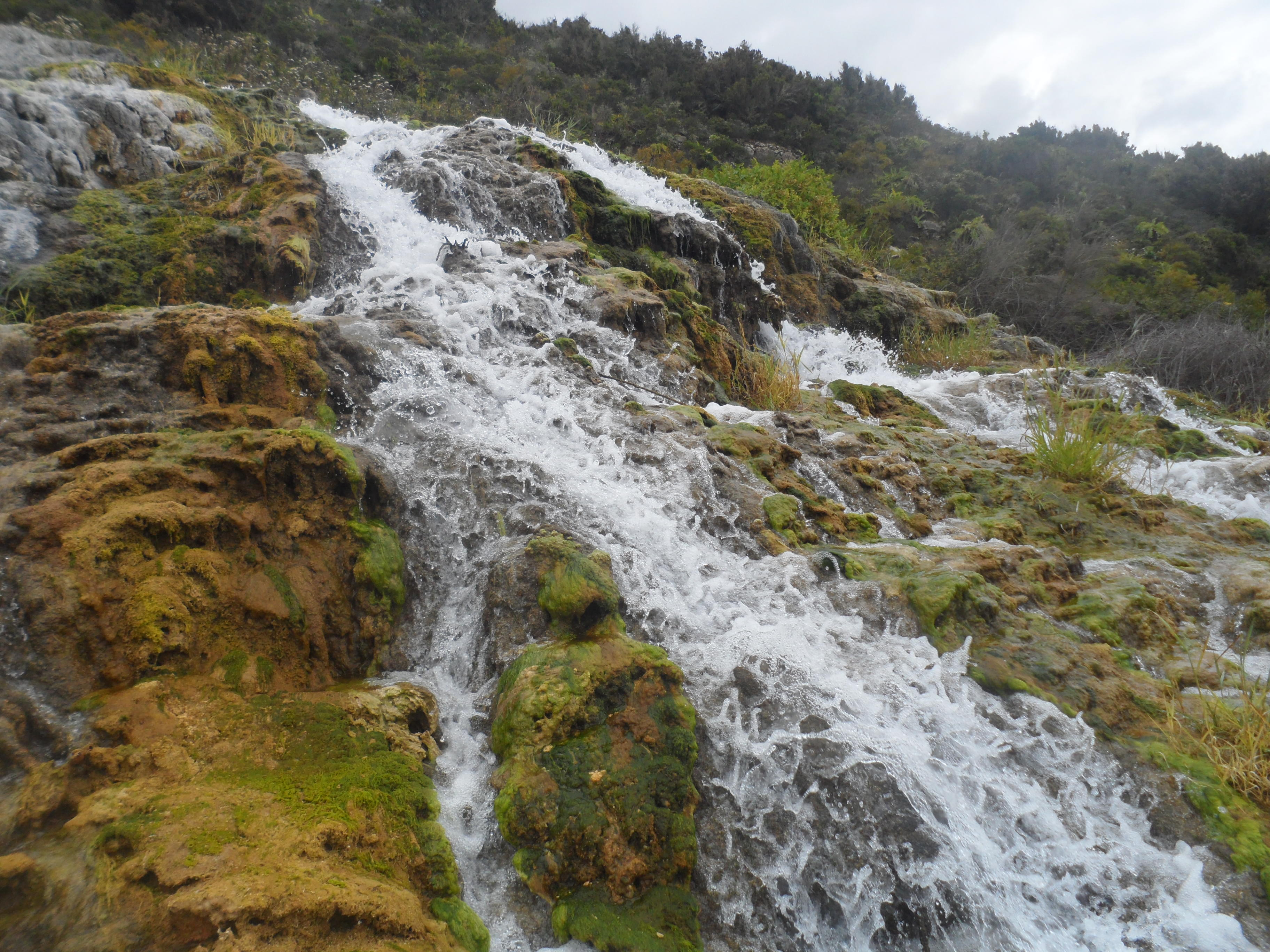
La Cascada en Lomo Morín, sendero que se accede desde Tierra del Trigo.
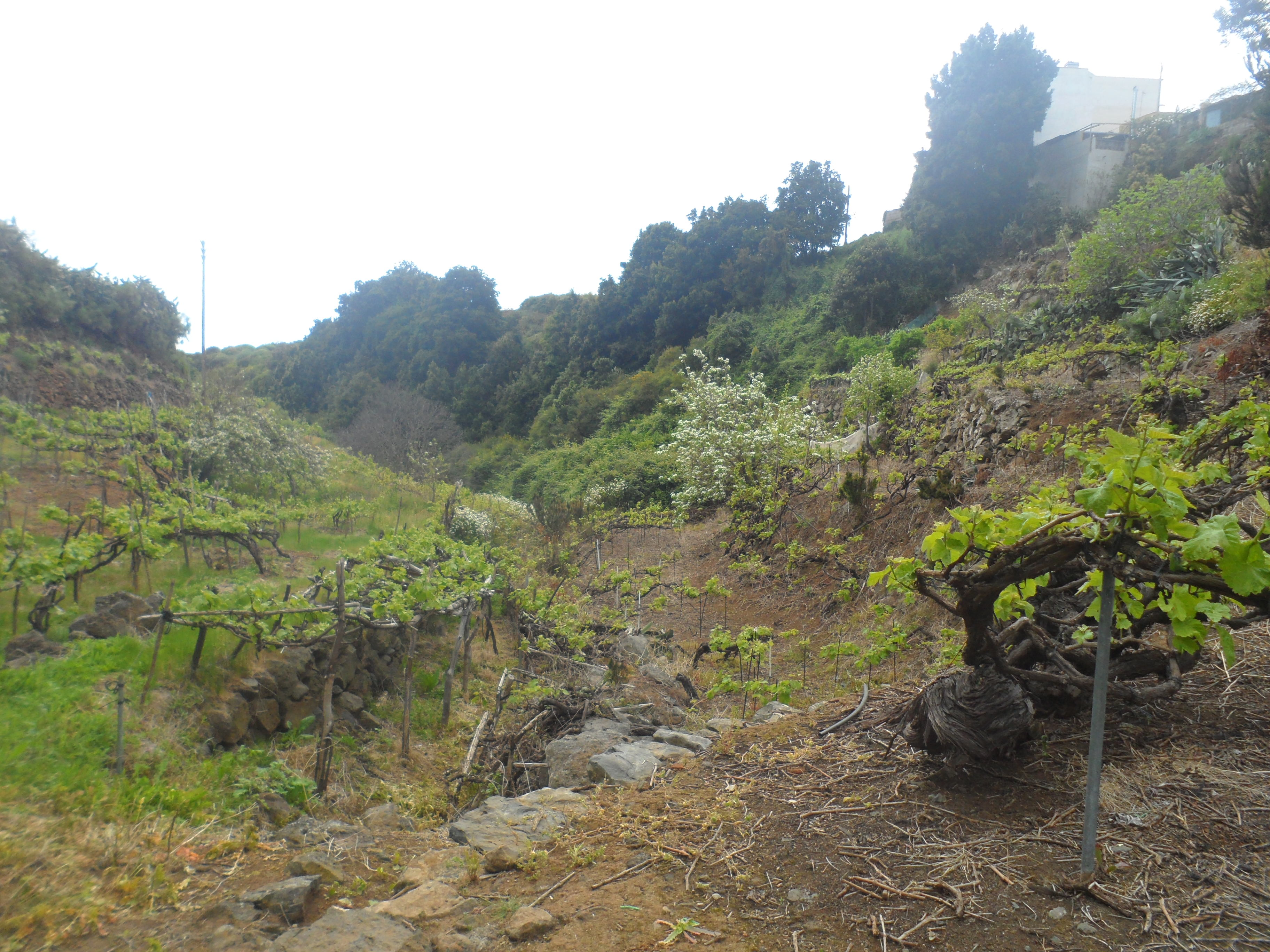
Viñas.
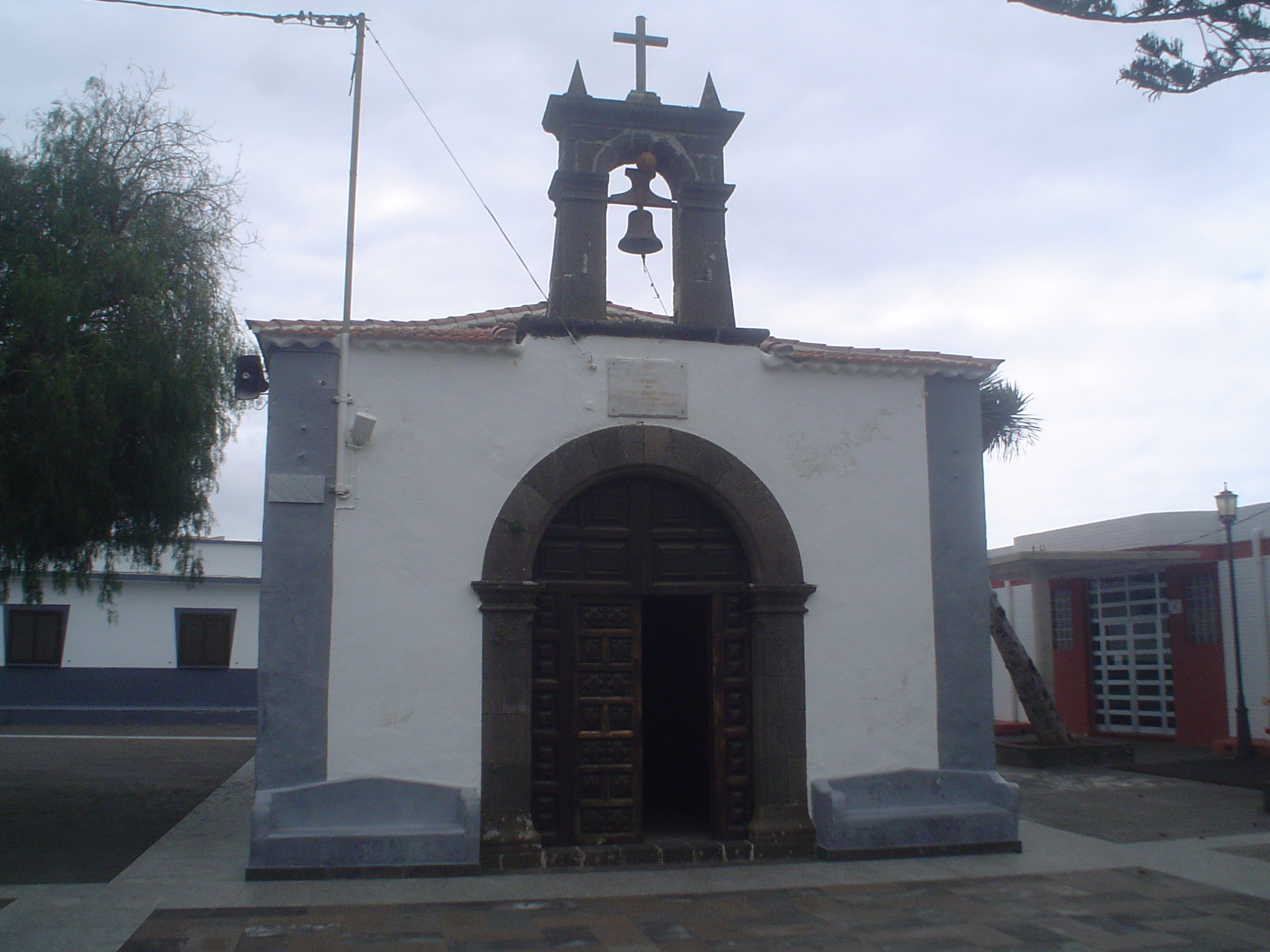
La Iglesia de Nuestra Sra. de Lourdes.
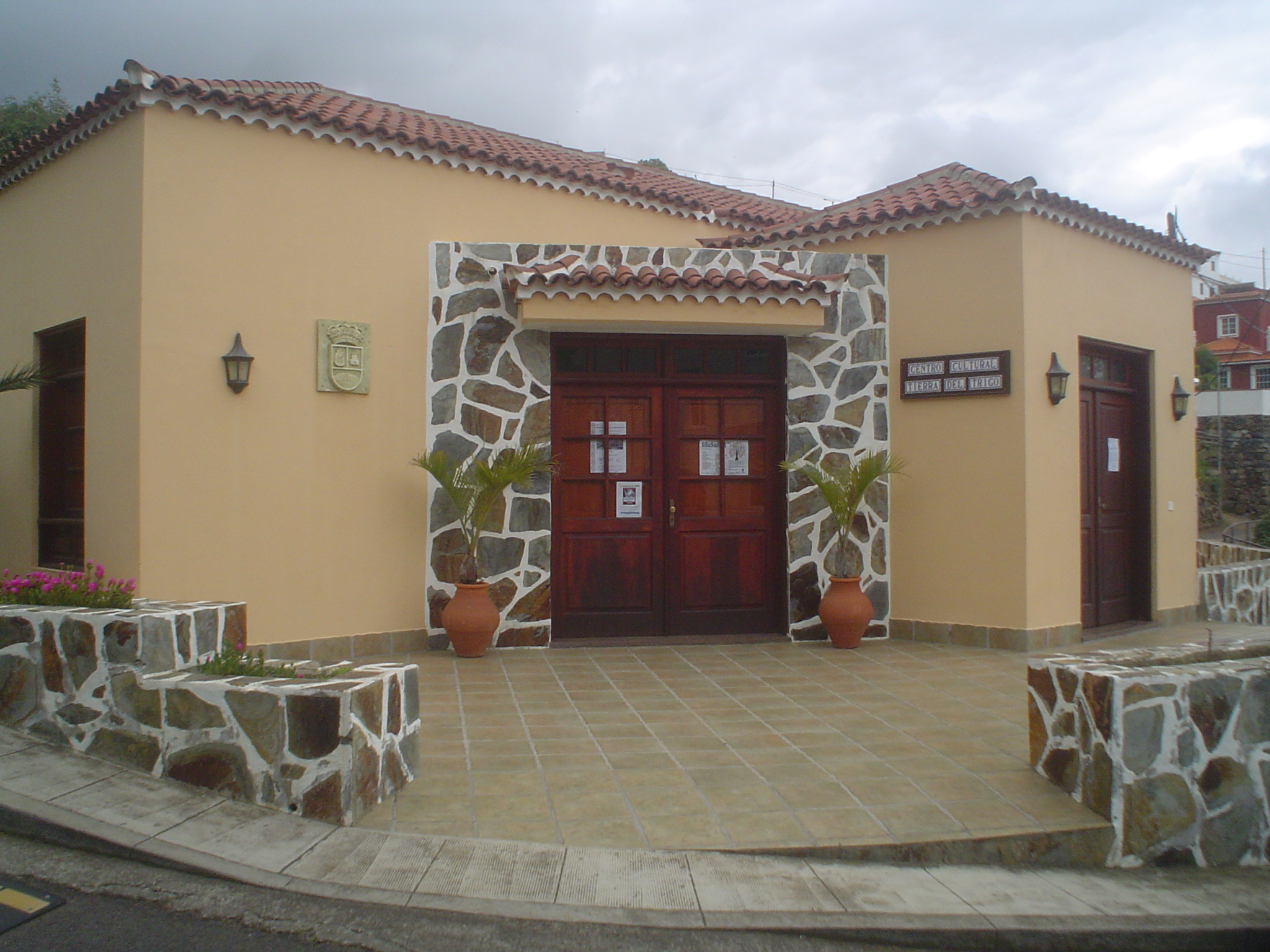
Centro Cultural.
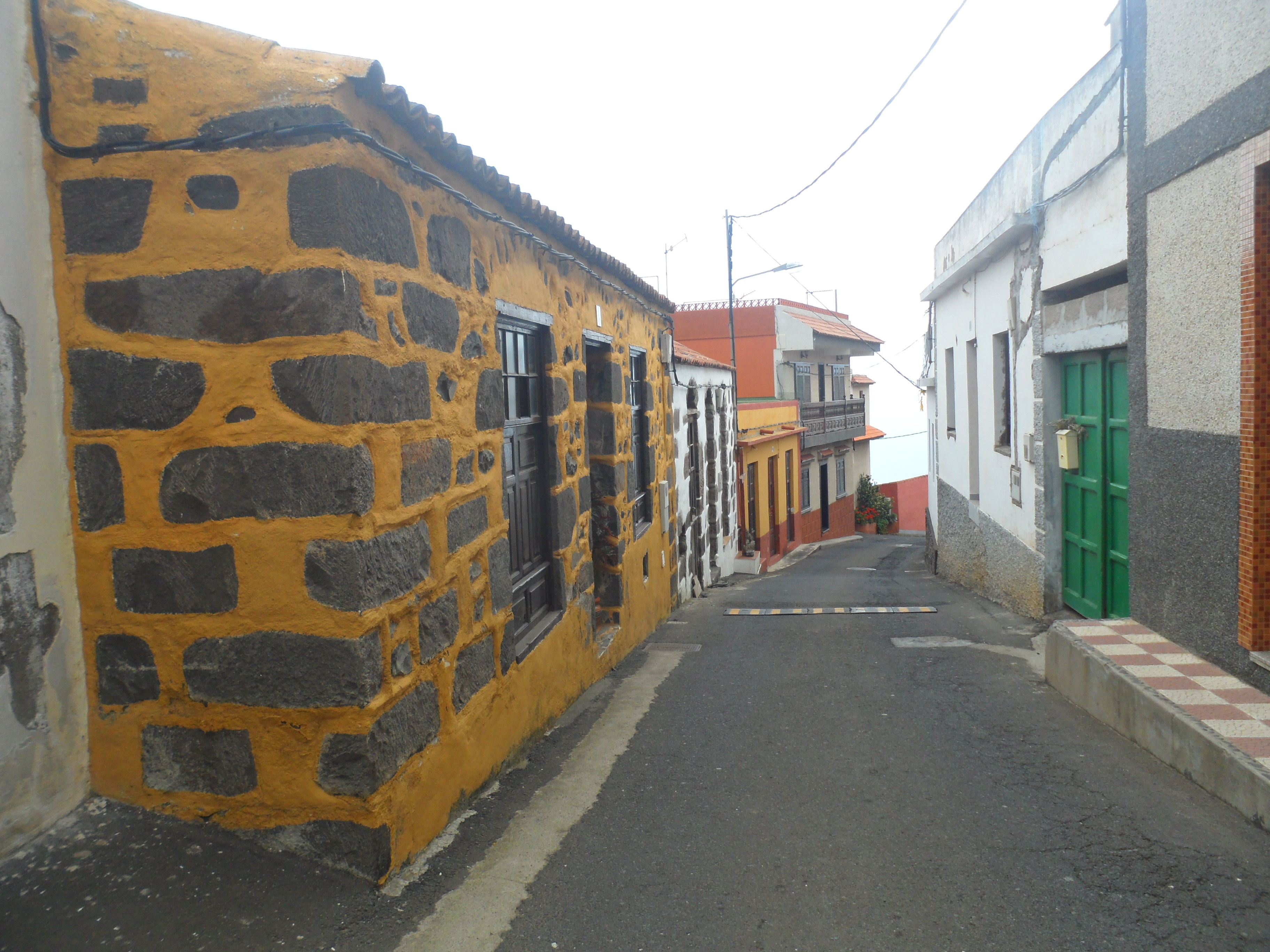
Calle de las Arenas en Tierra del Trigo.
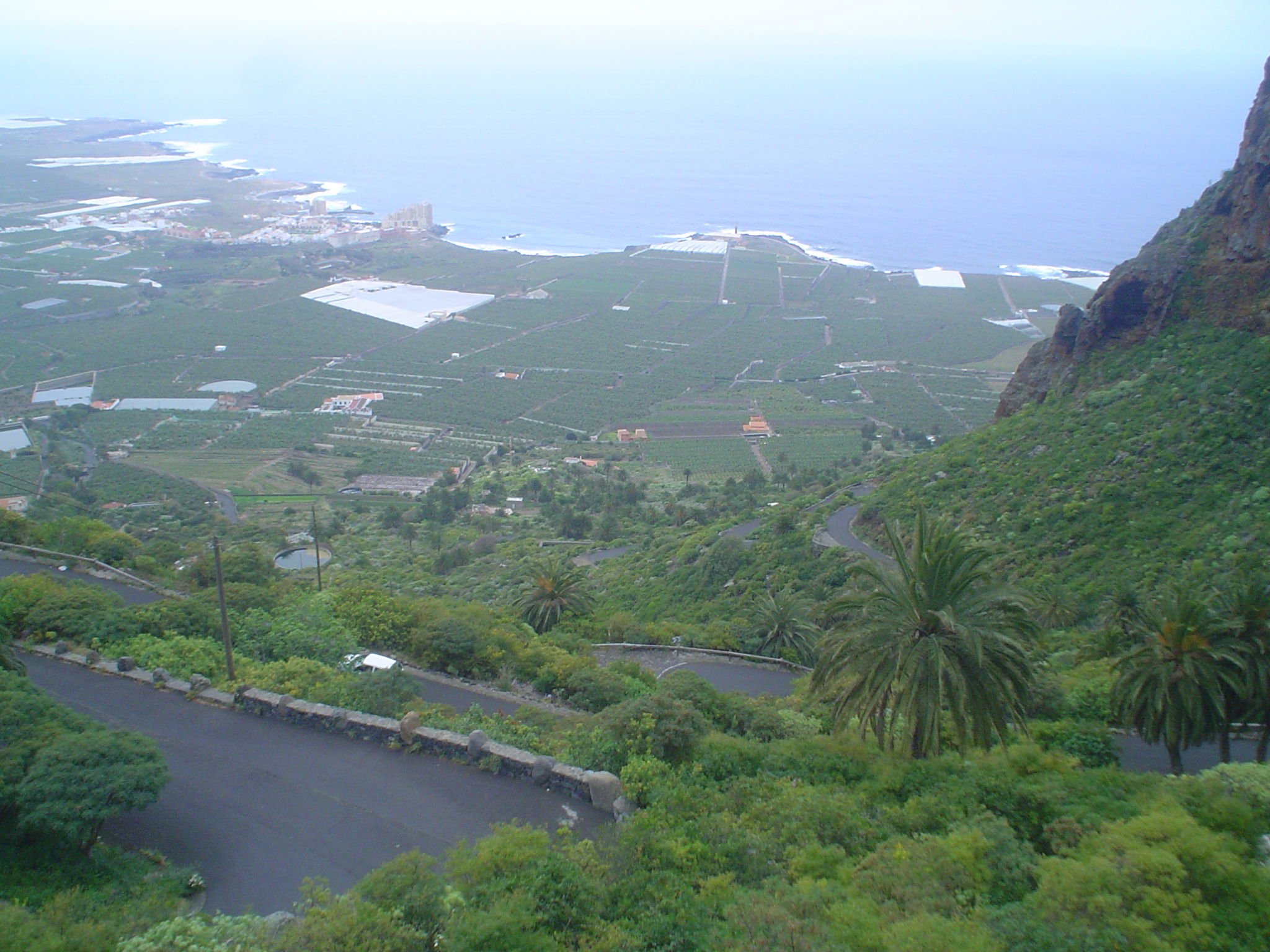
Camino Real de Las Arenas. Subida hacia Tierra del Trigo.